# Hubert Sandor Clompe
Hubert Sandor Clompe (* 22. Juli 1910 in Brașov; † 30. Dezember 1995 in Öhringen) war ein rumänischer Skispringer.

## Werdegang
Clompe startete als einziger Skispringer des rumänischen Teams bei den Olympischen Winterspielen 1936 in Garmisch-Partenkirchen. Von der Normalschanze belegte er nach Sprüngen auf 58 und 59 Meter punktgleich mit Albin Novšak den 41. Platz.